# Leuciscus leuciscus

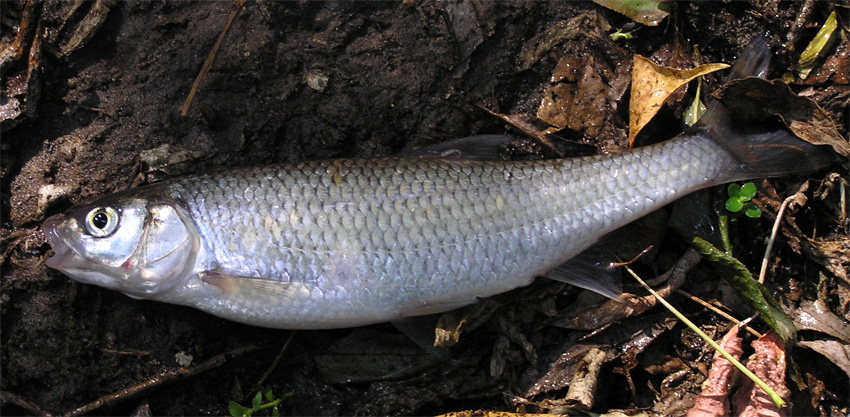
Esemplare pescato

Leuciscus leuciscus (Linnaeus, 1758), conosciuto in italiano come leucisco, è un pesce osseo d'acqua dolce appartenente alla famiglia Cyprinidae.

## Distribuzione e habitat
È diffuso in tutta Europa (eccettuata la penisola Iberica, l'Italia, la regione balcanica meridionale e occidentale, il nord della Scandinavia, l'Irlanda e l'Islanda) e in parte della Russia asiatica. È stato introdotto in numerosi paesi europei in cui non era presente tra cui la Francia, l'Irlanda e l'Italia settentrionale.
Abita le acque correnti ben ossigenate di fiumi e torrenti a letto di ghiaia o ciottoli nella zona del temolo o del barbo. Rifugge le acque stagnanti ma può, seppur di rado, trovarsi nei laghi con acque trasparenti ed ossigenate.

## Descrizione
Ha un aspetto complessivo simile a quello del cavedano europeo o del cavedano italico da cui si può facilmente riconoscere per la bocca molto più piccola (la mascella non raggiunge l'occhio) in posizione terminale o leggermente infera e con la mascella superiore leggermente sporgente nonché per le scaglie di minori dimensioni. La pinna anale ha bordo concavo. 
Il corpo è uniformemente argenteo lucente su fianchi e dorso, con ventre bianco. Le pinne sono grigie.
La taglia massima nota è di 40 cm per 1 kg di peso, comunemente non raggiunge dimensioni superiori a 15 cm.

## Biologia
Può vivere fino a 16 anni. Si tratta di una specie gregaria che vive in banchi nella parte superficiale dell'acqua. In inverno forma banchi numerosi nel corso inferiore dei fiumi che poi vengono risaliti in primavera per la riproduzione. Talvolta i territori riproduttivi vengono raggiunti in autunno e lo svernamento avviene in loco. 

### Riproduzione
La maturità sessuale è raggiunta a tre anni di età e, di solito, si riproduce non più di due volte nella vita. La deposizione delle uova avviene all'inizio della primavera, di solito in piccoli affluenti del corso principale con fondi di ghiaia e forte corrente. Per raggiungere le aree di riproduzione possono essere intraprese migrazioni anche piuttosto lunghe. Anche le popolazioni lacustri risalgono gli immissari per la riproduzione. Il maschio difende un piccolo tratto di fondale e prepara una piccola buca in cui la femmina depone le uova che aderiscono al substrato. Gli avannotti e i giovanili vivono lungo le rive, in acque profonde pochi centimetri. Nel primo anno i giovanili possono già raggiungere una taglia di oltre 8 cm. 

### Alimentazione
L'alimentazione è basata su invertebrati acquatici ma consuma anche alghe e materiale vegetale.

## Pesca
Le carni sono apprezzate in Europa orientale mentre nel resto dell'areale vengono considerate di scarsa qualità. Si cattura con la tecnica della passata e, più di rado, con la pesca a mosca. Viene talvolta utilizzato come esca.

## Tassonomia
Le popolazioni asiatiche e siberiane sono adesso attribuite a due nuove specie Leuciscus baicalensis e Leuciscus dzungaricus. 

## Stato di conservazione
La specie è abbondante in tutto il suo vasto areale e non sono note minacce per cui è considerata non minacciata.